# Ачапняк
40°11′57″ пн. ш. 44°28′14″ сх. д. / 40.199166666667° пн. ш. 44.470555555556° сх. д.
Ачапняк (вірм. Աջափնյակ վարչական շրջան) — один з 12 районів Єревана, столиці Республіки Вірменія. Розташований на північний захід від центру міста, Ачапняк межує з районами Арабкір зі сходу, Давташен з півночі, Кентрон з південного сходу і Малатія-Себастія з півдня. Річка Раздан утворює природний кордон району зі сходу. Ачапняк також межує з провінціями Армавір і Араґацотн на заході та Котайк на півночі.
Маючи площу 25 км² (11,21% площі Єревана), Ачапняк є 4-м за площею районом Єревана. Ачапняк буквально означає «правий берег» вірменською мовою, що вказує на розташування району на правому березі річки Раздан. Неофіційно він поділяється на менші райони, такі як Ачапняк, Норашен, Назарбекян, Сілікян, Лукашин, Вагагні, Анастасаван і Черемушки. Площа Кеворка Чавуша та вулиця Халабяна утворюють ядро району. Інші визначні вулиці району — вулиця Кеворка Чавуша, вулиця Шираз, вулиця Башинджагяна, вулиця Мовсеса Сілікяна та Аштаракське шосе. Від районів Кентрон і Малатія-Себастія Ачапняк відокремлений вулицею Ленінградською.
Станом на 2016 рік населення району становило близько 109 100 осіб.

## Парки
У 2010-х роках в Ачапняку з'явилося багато парків, які стали основними місцями відпочинку для мешканців Єревана:
- Парк Туманяна
- Парк Буенос-Айреса
- Парк Борців за свободу

## Демографія
За даними перепису 2011 року, населення району становило 108 282 особи (10,21% населення міста Єревана). За офіційною оцінкою 2016 року, населення району становить близько 109 100 осіб (7-ме місце серед районів Єревана).

## Релігія
Ачапняк переважно населений вірменами, які належать до Вірменської апостольської церкви. Однак, станом на 2017 рік, район не має жодної церковної будівлі в межах своїх кордонів.

## Культура
В Ачапняку діють музична школа ім. Мікаела Мірзояна, відкрита в 1957 році, художня школа ім. Авета Габрієляна, відкрита в 1971 році, культурний центр етнографічної пісні та танцю «Маратук», відкритий в 1983 році, музична школа ім. Анаіт Цицикян, відкрита в 1987 році, дитячий центр естетичного виховання «Зартонк», відкритий в 1995 році, і центр естетичного виховання «Ачапняк», відкритий у 2001 році.

## Транспорт
Розташований на правому березі річки Раздан, район забезпечує зв'язок з центром Єревана через Великий Разданський міст. Ачапняк обслуговується мережею громадського транспорту, що складається з автобусів і тролейбусів.

## Галерея

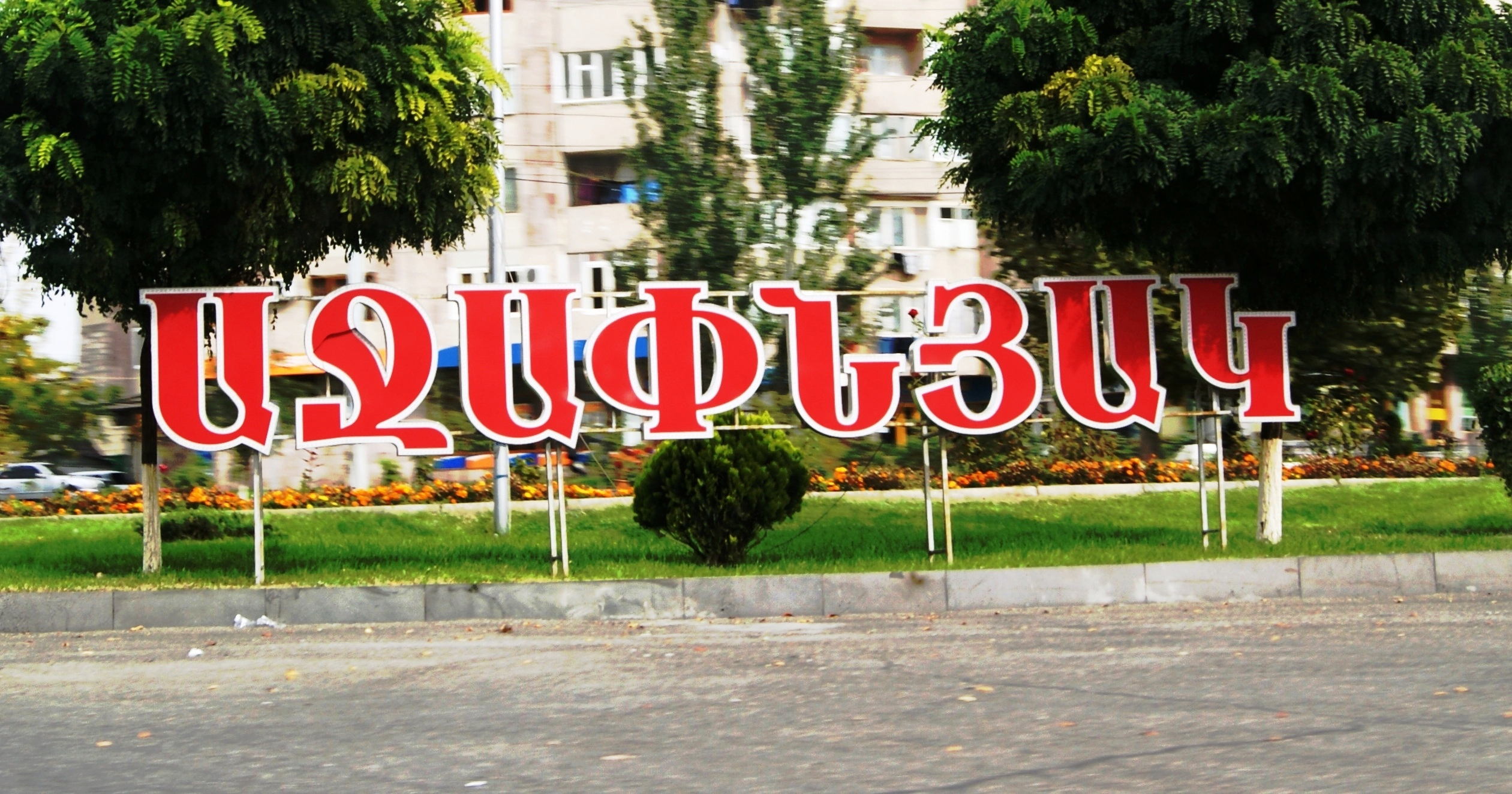
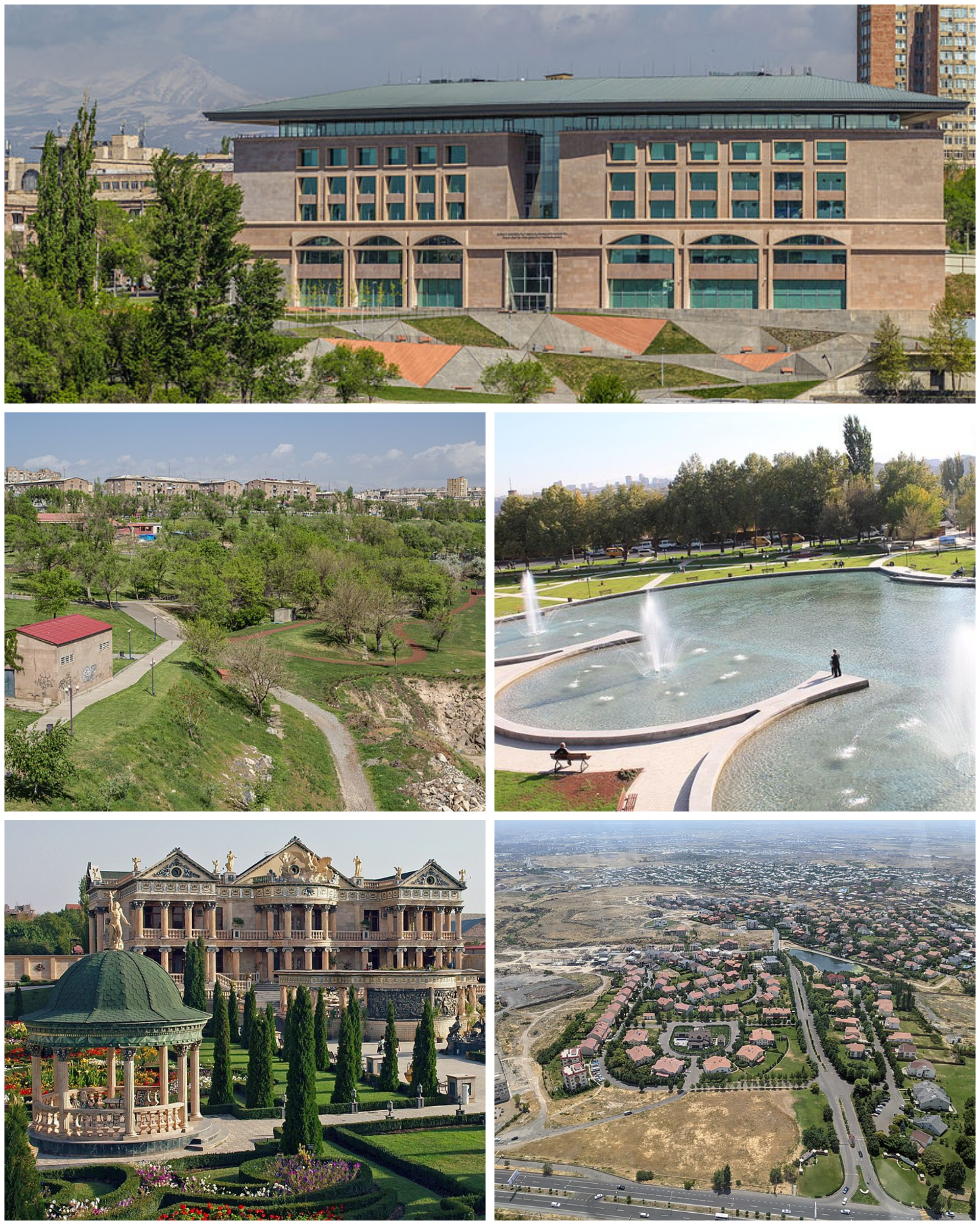
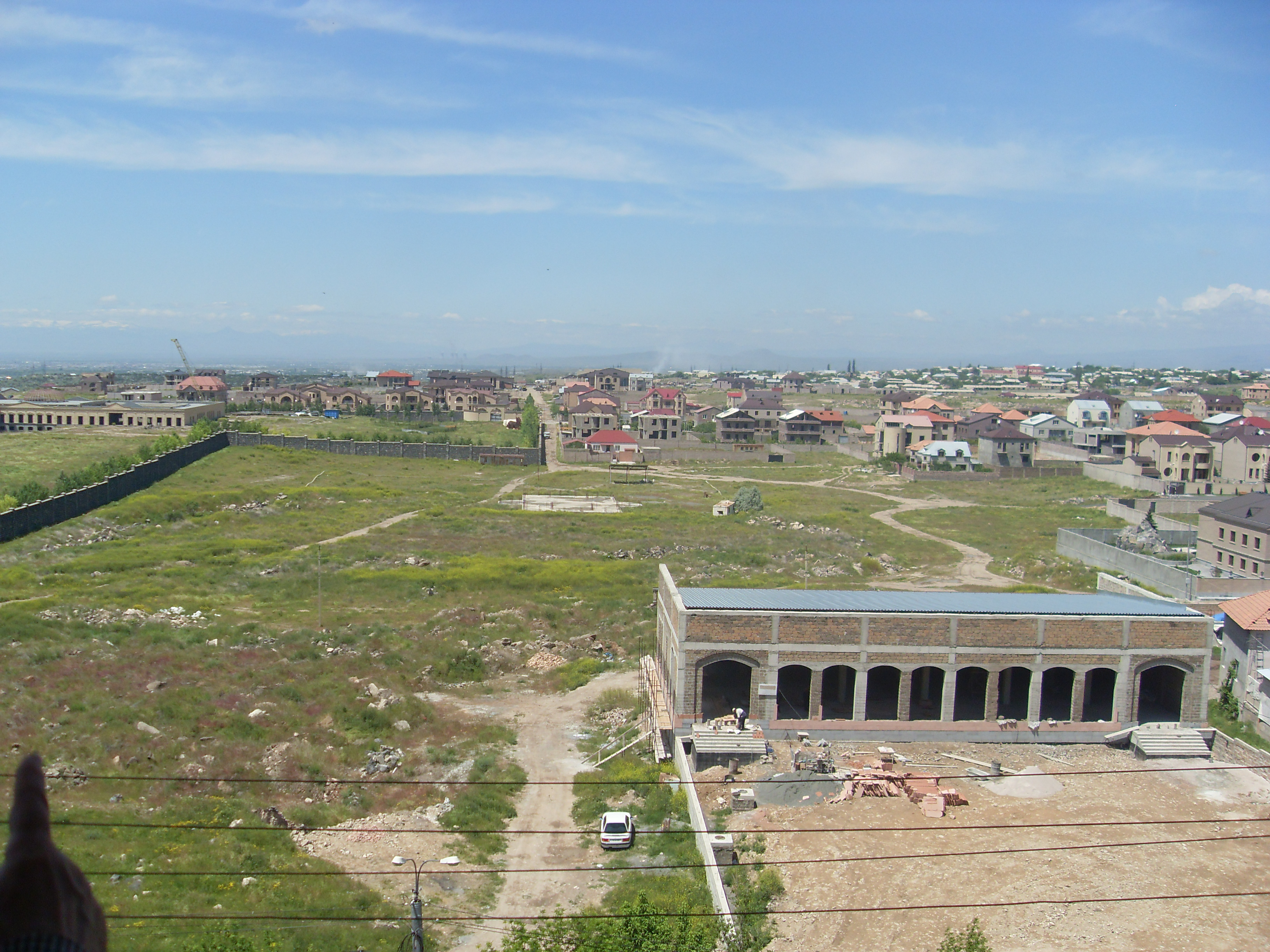
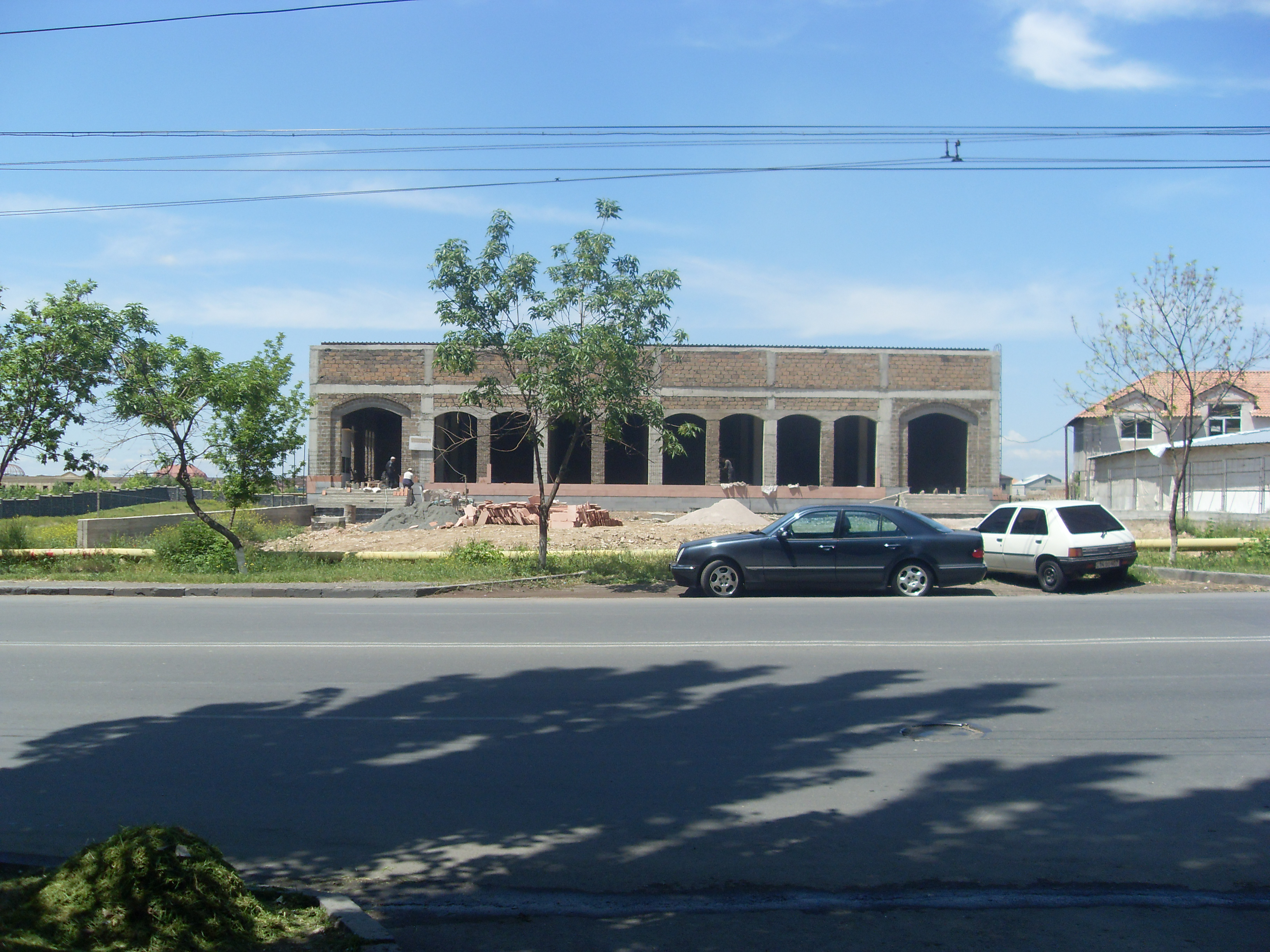
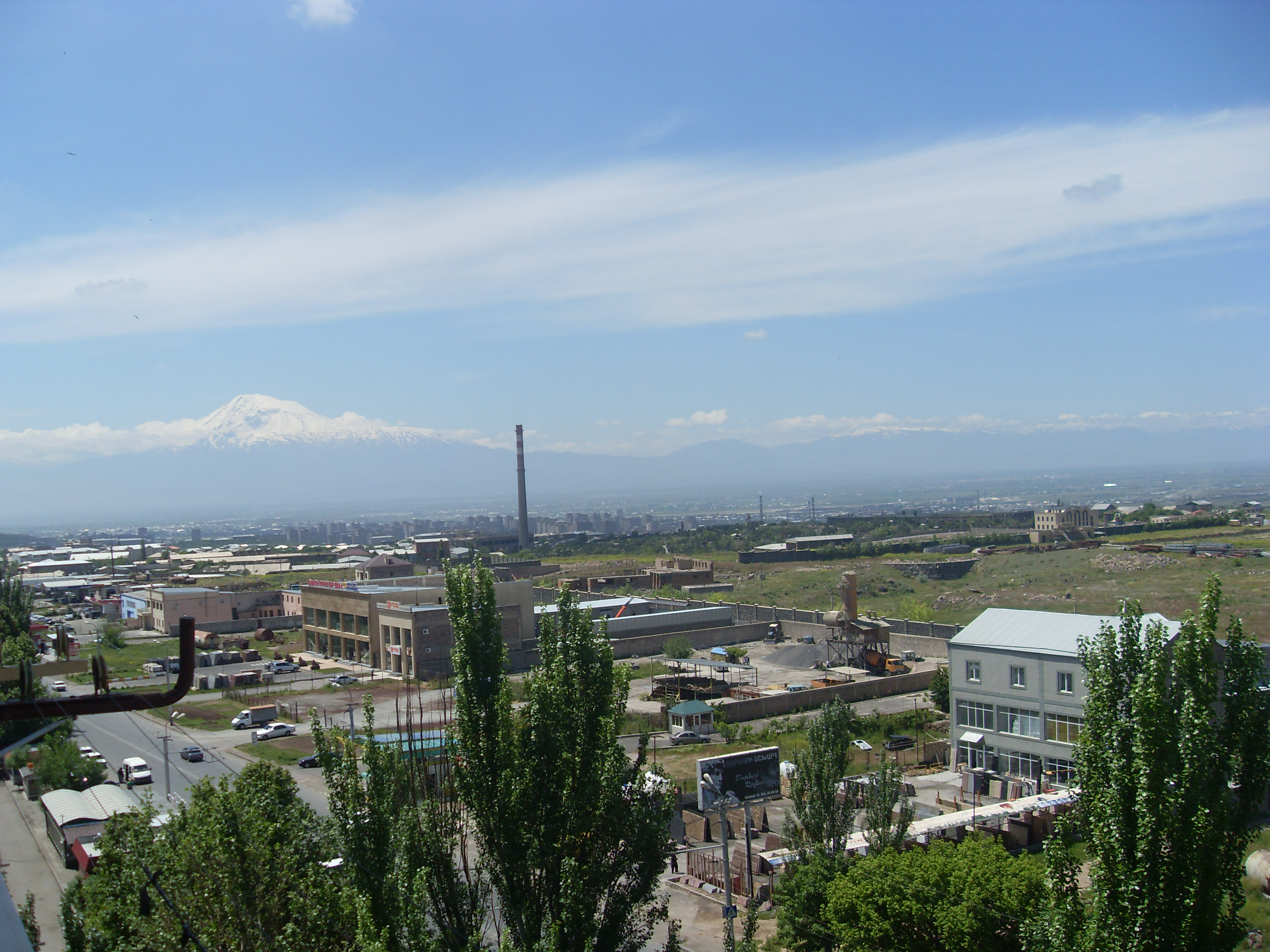